# Tmarus makiharai
Tmarus makiharai là một loài nhện trong họ Thomisidae.
Loài này thuộc chi Tmarus. Tmarus makiharai được Hirotsugu Ono miêu tả năm 1988.